# Vavčer
Voucher (vavčer; tudi napotnica) je oblika plačilnega sredstva, katerega namen je povečati brezgotovinski promet. Turistu s tako napotnico namreč ni potrebno na potovanje ali počitnice nositi velikega zneska v gotovini, temveč le napotnico, ki opravlja podobno funkcijo kot bančni ček.
Voucher je tako potrdilo o plačilu določenih storitev pri posredniku, ki z izdajo voucherja garantira, da bo plačal izrabljene in na voucherju točno navedene storitve. 
Osebi na katero se glasi, daje pravico do uporabe navedenih storitev brez gotovinskega plačila v trenutku izrabe storitve.

## Izdaja voucherja
Voucher lahko praviloma izda gospodarska organizacija, ki zastopa turista in v njegovem imenu opravlja določen posredniški posel, med drugim tudi turistične agencije.

## Vsebina voucherja
Napotnica ali voucher mora vsebovati naslednja podatke:
- naslov organizacije oz. proizvajalca storitev
- ime uporabnika
- število oseb, ki bodo uporabljale navedene storitve
- vrsto storitev s točno specifikacijo
- količino posameznih vrst storitev
- datum izrabe storitev
- podpis in žig organizacije, ki je voucher izdala

Voucher mora poleg tega vsebovati tudi cene posamezne ali skupne storitve ter posebne pogoje o plačilu, kot so:
- čas plačila
- višina provizije

Voucher se praviloma nikoli ne izstavlja neizplonjen, vsaj turistom ne.
Voucher izdaja turistična agencija v 4 izvodih:
1. izvod: dobi ga stranka v turistični agenciji, ko vplača celoten znesek. Stranka odda ta izvod hotelskemu podjetju, na katerega je voucher naslovljen.
2. izvod: pošlje agencija hotelu vnaprej kot najavo. Ta izvod hotel potrdi in ga potrjenega vrne agenciji, s čimer sprejme rezervacijo za navedene storitve.
3. izvod: ostane agenciji za interni obračun. Možno je tudi da dobi tretji izvod hotel za svojo evidenco.
4. izvod: ostane v računalniku za kontrolo.